# Chaumelis
Chomelix és un municipi francès situat al departament de l'Alt Loira i a la regió d'Alvèrnia-Roine-Alps. L'any 2007 tenia 504 habitants.

## Demografia

### Població
El 2007 la població de fet de Chomelix era de 504 persones. Hi havia 224 famílies de les quals 61 eren unipersonals (37 homes vivint sols i 24 dones vivint soles), 94 parelles sense fills, 61 parelles amb fills i 8 famílies monoparentals amb fills.
La població ha evolucionat segons el següent gràfic:
Habitants censats

### Habitatges
El 2007 hi havia 413 habitatges, 227 eren l'habitatge principal de la família, 162 eren segones residències i 23 estaven desocupats. 391 eren cases i 20 eren apartaments. Dels 227 habitatges principals, 178 estaven ocupats pels seus propietaris, 44 estaven llogats i ocupats pels llogaters i 5 estaven cedits a títol gratuït; 8 tenien dues cambres, 43 en tenien tres, 72 en tenien quatre i 104 en tenien cinc o més. 157 habitatges disposaven pel capbaix d'una plaça de pàrquing. A 129 habitatges hi havia un automòbil i a 77 n'hi havia dos o més.

### Piràmide de població
La piràmide de població per edats i sexe el 2009 era:
| Homes | Edats   | Dones |
| ----- | ------- | ----- |
| 0     | 95 o +  | 0     |
| 0     | 90 a 94 | 4     |
| 0     | 85 a 89 | 8     |
| 0     | 80 a 84 | 4     |
| 20    | 75 a 79 | 8     |
| 28    | 70 a 74 | 12    |
| 12    | 65 a 69 | 12    |
| 4     | 60 a 64 | 16    |
| 20    | 55 a 59 | 24    |
| 16    | 50 a 54 | 16    |
| 12    | 45 a 49 | 0     |
| 20    | 40 a 44 | 16    |
| 16    | 35 a 39 | 16    |
| 8     | 30 a 34 | 4     |
| 16    | 25 a 29 | 4     |
| 16    | 20 a 24 | 16    |
| 12    | 15 a 19 | 12    |
| 28    | 10 a 14 | 8     |
| 12    | 5 a 9   | 0     |
| 12    | 0 a 4   | 4     |

## Economia
El 2007 la població en edat de treballar era de 307 persones, 203 eren actives i 104 eren inactives. De les 203 persones actives 178 estaven ocupades (101 homes i 77 dones) i 24 estaven aturades (13 homes i 11 dones). De les 104 persones inactives 59 estaven jubilades, 16 estaven estudiant i 29 estaven classificades com a «altres inactius».

### Ingressos
El 2009 a Chomelix hi havia 211 unitats fiscals que integraven 476 persones, la mediana anual d'ingressos fiscals per persona era de 13.190,5 €.

### Activitats econòmiques
Dels 23 establiments que hi havia el 2007, 5 eren d'empreses alimentàries, 6 d'empreses de construcció, 2 d'empreses de comerç i reparació d'automòbils, 5 d'empreses d'hostatgeria i restauració, 1 d'una empresa financera, 2 d'empreses immobiliàries, 1 d'una empresa de serveis i 1 d'una empresa classificada com a «altres activitats de serveis».
Dels 6 establiments de servei als particulars que hi havia el 2009, 1 era un paleta, 1 fusteria, 2 lampisteries i 2 restaurants.
Dels 2 establiments comercials que hi havia el 2009, 1 era una botiga de menys de 120 m² i 1 una fleca.
L'any 2000 a Chomelix hi havia 30 explotacions agrícoles que ocupaven un total de 1.176 hectàrees.

## Equipaments sanitaris i escolars
El 2009 hi havia una escola elemental.

## Poblacions més properes
El següent diagrama mostra les poblacions més properes.